# Janusz Kowalski (harcmistrz)
Janusz Julian Wierusz-Kowalski, ps. Roman (ur. 17 kwietnia 1905 w Humaniu w guberni kijowskiej, zm. 10 grudnia 1963 w Warszawie) – działacz polityczny, instruktor harcerski, poseł do Krajowej Rady Narodowej oraz na Sejm Ustawodawczy.

## Życiorys

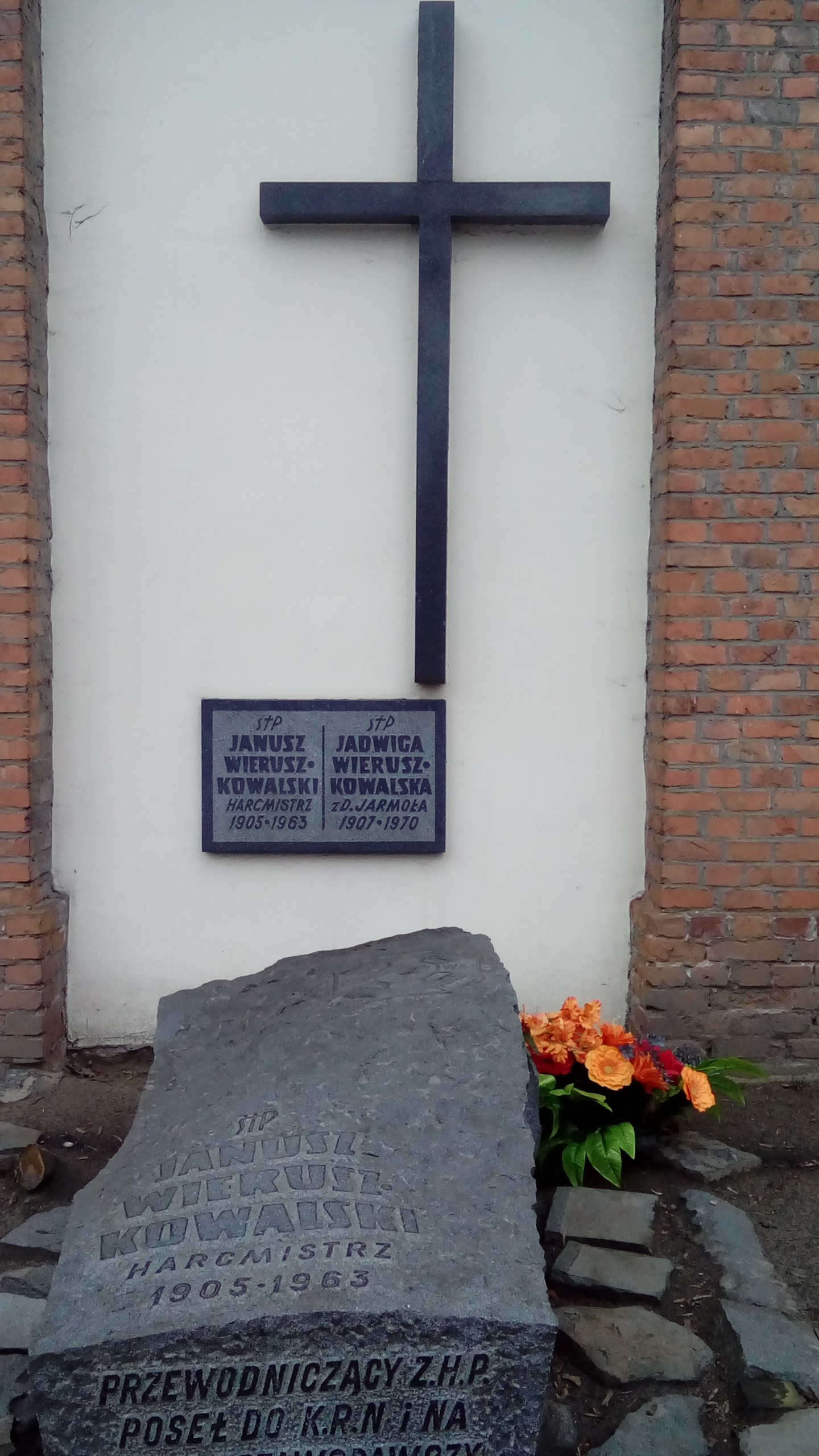
Grób Janusza Kowalskiego na cmentarzu Powązkowskim

Był synem geometry Dominika Wacława i Eugenii Pauliny z Lisieckich. W 1925 ukończył Gimnazjum Państwowe im. Władysława Jagiełły w Płocku. Od 1918 należał do organizacji harcerskiej w Płocku, przechodząc przez kolejne funkcje od zastępowego do zastępcy hufcowego. W 1928 podjął studia w Wyższej Szkoły Handlowej w Warszawie, jednak nie ukończył ich (zmuszony do przerwania w związku ze złą sytuacją materialną). Kontynuował działalność w harcerstwie, pełniąc funkcje przybocznego naczelnika harcerzy, inspektora Górskich Rejonów Harcerzy, członka Komisji Finansowo-Gospodarczej Naczelnictwa ZHP; współorganizował międzynarodowy zlot skautów (Jamboree) w Budapeszcie, kierował wydziałem obozów harcerskich na Huculszczyźnie. W 1928 został podharcmistrzem, w 1930 harcmistrzem.
W pracy zawodowej był od 1934 dyrektorem biura Związku Ziem Górskich (Towarzystwa Przyjaciół Huculszczyzny), następnie dyrektorem Biura Planowania Gospodarczego i Kulturalnego Karpat Wschodnich przy Prezesie Rady Ministrów. W maju 1939 władze ZHP powołały go na stanowisko zastępcy komisarza Pogotowia Młodzieży w Warszawie na wypadek wojny, Kowalski wykonywał te obowiązki podczas oblężenia Warszawy we wrześniu 1939.
Podczas okupacji działał w PPS. Był członkiem Komitetu Powiatowego PPS w Puławach, organizował koła partii oraz koordynował sabotaż gospodarczy w Rykach, Irenach, Ułężu, Kłoczewie i Trojanowie. W pracy konspiracyjnej używał pseudonimu Roman. W czerwcu 1944 został aresztowany przez gestapo i uwięziony w Puławach, po miesiącu odzyskał wolność. Został mianowany starostą w Garwolinie (p.o. starosty powiatowego) przez PKWN, w 1944 na terenie powiatu garwolińskiego uruchamiał instytucje państwowe i samorządowe, zabezpieczał mienie publiczne, koordynował działalność milicji. Od 1945 był członkiem Rady Naczelnej PPS.
W lutym 1945 został mianowany przez kierownictwo resortu oświaty przewodniczącym ZHP. W latach 1946–1947 był członkiem Komitetu Centralnego Organizacji Młodzieży Towarzystwa Uniwersytetów Robotniczych, pracował jako radca w Ministerstwie Administracji Publicznej (do 1949). W 1946 został posłem KRN, następnie (1947) posłem na Sejm Ustawodawczy. Również w 1946 został ławnikiem Najwyższego Trybunału Narodowego, rozpatrującego sprawy zbrodniarzy hitlerowskich (m.in. gubernatora Gdańska A. Forstera). Zrezygnował z funkcji przewodniczącego ZHP w 1948, a po zakończeniu kadencji Sejmu Ustawodawczego (1952) wycofał się z życia politycznego.
W kolejnych latach działał społecznie w Instruktorskim Kręgu „Wigry”, gdzie był przewodniczącym sekcji dokumentacji i sekcji historycznej. Zmarł nagle na zawał serca. Pochowany na cmentarzu Powązkowskim (Aleja Zasłużonych-1-130,131,132). 
Od 30 kwietnia 1936 był żonaty z Jadwigą z domu Jarmoła (1907–1970). 

## Ordery i odznaczenia
- Złoty Krzyż Zasługi
- Krzyż Partyzancki
- Medal za Warszawę 1939–1945 (17 stycznia 1946)[2]
- Medal Zwycięstwa i Wolności 1945
- Odznaka Grunwaldzka
- Odznaka honorowa Złoty Krzyż Harcerski
- Odznaka 25-lecia ZHP (1936)